# Fritz Ritzel
Friedrich „Fritz“ Ritzel (* 28. August 1854 in Wiesbaden; † 13. August 1935 in Mainz) war ein deutscher Schriftsteller.

## Leben
Fritz Ritzel war als Drogist zunächst in Wiesbaden, später in Mainz tätig. Nebenher verfasste er mehrere Erzählungen, Humoresken und Novellen, in denen er sich mit der Geschichte seiner nassauischen Heimat auseinandersetzte.

## Werke
- So wahr mir Gott helf'! – Eine Bauerngeschichte aus dem Taunus, ca. 1918